# Robert Rey
Roberto Miguel Rey Júnior, também conhecido como Dr. Rey (São Paulo, 1 de outubro de 1961), é um cirurgião plástico e apresentador brasileiro e um dos protagonistas do Dr. 90210 (um reality show exibido nos Estados Unidos pelos canais E! Entertainment e People and Arts e apresentado no Brasil pela RedeTV! com o nome de "Dr. Hollywood"). 
No Brasil, apresentou com Daniela Albuquerque o Dr. Hollywood Brasil e o antigo programa Sexo a 3, ambos na RedeTV!. Controverso e conhecido por defender posições políticas conservadoras, ele foi um pré-candidato para as eleições presidenciais do Brasil, até desistir da candidatura em abril de 2018, ano eleitoral.

## Juventude
Robert Rey é filho do engenheiro estadunidense de origem mexicana Roberto Miguel Rey, que se naturalizou brasileiro e casou-se com Avelina Reisdörfer, uma gaúcha de origem alemã.
Na minha casa, no Brasil, era tudo muito ruim. Enquanto a maioria das crianças vai dormir com músicas de criança, eu dormia com meus pais gritando à noite. O meu último ato em terras brasileiras foi roubar uma loja, ali mesmo na Lapa. Aos 11 anos, eu fazia parte de um grupinho de marginais, moleques. Se tivesse ficado no Brasil, estaria na cadeia. Graças a Deus e a essa gente, acabei nos Estados Unidos, onde não faltava comida, não tinha sujeira nem gritaria. Não era minha família, era um monte de gente estranha, mas era muito, muito melhor do que a situação em que eu estava antes. [...] Um dia, bateram na nossa porta e meu pai começou a conversar com eles. Não que fosse ligado à religião, mas estava com saudade do país dele. Eles visitaram nossa casa várias vezes e, um belo dia, um deles disse a meu pai: "Robert, por que você não deixa eu levar essas crianças para a minha casa nos Estados Unidos? Vai ser melhor para você." Meu pai ficou muito contente, já minha mãe não tinha voz ativa na família. Assim, por incrível que pareça, ele mandou os quatro filhos para os Estados Unidos. Eu não consigo entender. Tenho minha filha agora e não consigo ficar um dia sequer sem vê-la. Imagine anos, como foi o caso dele.— Robert Rey em entrevista à revista Veja.
Rey e seus irmãos mudaram-se para Utah, onde foram levados por uma comunidade religiosa mórmon.
Aos dezesseis ele encontrou-se com sua mãe novamente e eles foram morar em Prescott, Arizona, onde entrou na escola de ensino médio de Prescott. Aos 19 anos Rey serviu em uma missão de tempo integral por dois anos no Estado da Georgia (embora exista um vídeo em que ele mesmo confessa que não fez missão e aconselha os jovens a não seguirem seu exemplo). Durante este período sua mãe trabalhou como zeladora para ajudar com as despesas da missão. Quando retornou continuou seus estudos até se formar na Tufts University School of Medicine.
Dezessete anos depois, na formatura, um professor advertiu-o que estaria adentrando em campo de grande competitividade e, portanto, teria dificuldades. Reestabelecido em Beverly Hills, iniciou sua carreira médica. [carece de fontes?]
Sobre a sua saída do Brasil, Rey disse: "Meu pai era um monstro, e minha mãe não tinha voz. Fiquei contentíssimo de sair daquilo. Tive um pai abusivo." Em outra entrevista ele disse que seu pai foi "um total idiota, um mulherengo e um bêbado."
O retorno ao Brasil, em 1999, teve como objetivo reencontrar seu pai e fazer cirurgias gratuitas em pacientes pobres. Tudo foi filmado pelas câmeras do seu ‘reality show’. O que deu material suficiente para um episódio inteiro do programa.
Posteriormente fora avisado da morte de seu pai alguns meses após o funeral. Voltou ao Brasil e sabendo que o mesmo fora enterrado em uma vala para indigentes mandou construir uma sepultura melhor. "Só voltei a falar com meu pai recentemente". nosso reencontro ocorreu quando recebi um telefonema dele, pedindo dinheiro. Achava até que ele já estava morto. No fim, viramos amigões e eu o apoiei financeiramente até o fim. Sem críticas, sem mágoas".[carece de fontes?]

## Vida pessoal
Dr. Rey é casado com a franco-canadense Hayley Rey (nascida em Québec no ano de 1974). Eles têm dois filhos: Sydney, nascida em 2000, e Robby, nascido em 2004. A família vive em Beverly Hills, Califórnia.

## Carreira

### Cirurgia plástica e televisão
Notável por seu trabalho em pacientes com celebridades, incluindo a cirurgia de aumento de seios caracterizado em Dr. 90210, que foi realizada na sobrinha de John Travolta. Ele tem um mestrado em Políticas Públicas pela Universidade de Harvard, e se formou em medicina na Tufts University School of Medicine em 1990.
Rey fez três anos de residência em cirurgia geral no Harbor UCLA, e completou sua residência em cirurgia plástica em 1997 no University of Tennessee-Memphis Health Science Center. Em seguida, especializou-se em reconstrução da mama na Harvard Medical School, em Boston. É licenciado para praticar medicina na Califórnia e Massachusetts. Ele atualmente trabalha como correspondente médico para a revista The Insider e para a emissora NBC4.[carece de fontes?]
Rey foi apresentado na televisão em muitos shows como The View, The Today Show, Good Morning America, Dr. Phil, bem como jornais impressos, tais como The New York Times, The Wall Street Journal e da cobertura da Forbes Brasil e tem um programa semanal artigo casebook na revista Life and Style. Ele é membro do The Los Angeles Medical Association e a Associação Médica Americana e está na equipe no Cedars Sinai Hospital, em Los Angeles.[carece de fontes?]
Em 2004, Rey tornou-se a estrela do reality show Dr. 90210. Ele mostra tanto a sua e outras práticas do cirurgião, as cirurgias e os pacientes, bem como sua vida familiar. Já em 2007, ele desenvolveu uma bem sucedida linha de shapewear, bem como uma linha de cuidados, ambos vendidos em todo o país. Todos os anos, viaja em missões humanitárias a operar em crianças com deformidades físicas.[carece de fontes?]
Ele já realizou mais de 30 mil cirurgias e é conhecido por sua cicatriz "invisível" em cirurgias de aumento de mama, bem como elevação estética mamária sem prótese, abdominoplastia com baixa incisão, que são frequentemente retratados em Dr. 90210. Ele tem sido criticado por ser muito informal. Rey também fez a apresentação para a estação de televisão irlandesa TV3, do programa sobre cirurgias Cosmetic Show, com Caroline Morahan.[carece de fontes?]

#### Brasil
Robert Rey já participou em 2008, do programa da apresentadora Sônia Abrão na RedeTV! , e em 2009, do Programa do Ratinho , no qual comentou sobre um possível programa a ser produzido pelo SBT com o aval da diretora Daniela Beyruti. Em 2010, participou pela Rede Bandeirantes do Programa Márcia onde deu sua opinião sobre 5 mulheres que participaram do quadro "Espelho, Espelho Meu", também comentou sobre intervenções cirúrgicas feitas nas mulheres participantes e deu dicas para quem quer ficar cada dia mais jovem.
Além disso, faz propagandas para a Polishop TV, um canal de vendas de produtos estrangeiros e de venda exclusiva da empresa no Brasil. Um dos produtos leva até seu próprio nome, a Bermuda Slim Dr. Rey.[carece de fontes?] Rey já teve problemas com propagandas no Brasil, com a linha de produtos constituída por cremes faciais e corporais, produzidos pelo Grupo Porto Bianco. O produto promete elasticidade, renovação celular e limpeza da pele, porém mesmo com todos esses quesitos o médico não reconhece o produto que leva seu nome nas embalagens.
Em 24 de fevereiro de 2012, o apresentador assinou contrato com a RedeTV!, onde apresenta o Dr. Hollywood Brasil (versão brasileira de Dr. 90210) e o game show Sexo a 3, ambos aos domingos.
Sua última participação na TV foi em 2017, no  programa The Noite com Danilo Gentili.

### Política
Em 2013, Rey se filiou ao Partido Social Cristão (PSC) para concorrer ao cargo de deputado federal por São Paulo. Recebeu 21 371 votos (0,10%) e acabou não sendo eleito. Mais tarde, filiou-se ao Partido Ecológico Nacional (PEN), tornando-se vice-presidente nacional. também é um dos líderes do movimento de recriação do Partido de Reedificação da Ordem Nacional.[carece de fontes?]
No final de 2017, Dr Rey divulgou interesse em uma pré-candidatura à presidência do Brasil, mas desistiu da candidatura em abril de 2018.  No mesmo ano, Rey se filia ao Partido Republicano Brasileiro (PRB), concorrendo novamente ao cargo de deputado federal por São Paulo. Recebeu 13 321 votos (0,06%) e não foi eleito.
Dez dias após o fim das eleições, quando o presidente eleito Jair Bolsonaro organizava sua equipe para governar em 2019, Dr Rey foi a residência de Bolsonaro em um condomínio na Barra da Tijuca no Rio de Janeiro, foi autorizado a entrar com o objetivo de fazer a visita para se oferecer para comandar o Ministério da Saúde, mas que não pôde ser recebido. Em 2020, divulgou um vídeo pedindo ao presidente Bolsonaro para ser considerado na escolha do ministro da saúde, em meio à pandemia do coronavírus.
No mesmo ano, Dr. Rey disputou uma vaga na Câmara municipal de Vargem Grande Paulista pelo Podemos (PODE). Obteve 517 votos (1,81%), não conseguindo se eleger.
No ano de 2022, Dr. Rey disputou novamente um cargo de Deputado Estadual, por São Paulo, novamente pelo Podemos (PODE), e obteve 4.489 votos (0,02%), não conseguindo se eleger.